# Boktai 3: Sabata's Counterattack
Boktai 3: Sabata's Counterattack (2005) är titeln på ett spel utvecklat av det japanska företaget Konami. Denna titel finns endast utgiven i Japan. Spelet är avsett att användas tillsammans med en Game Boy Advance.